# Gare de Saunakallio
La gare de Saunakallio (en finnois : Saunakallion rautatieasema, en suédois : Saunakallio järnvägsstation) est une gare ferroviaire du transport ferroviaire de la banlieue d'Helsinki située à Järvenpää en Finlande. 

## Situation ferroviaire
La gare est à 39 kilomètres au nord de la gare centrale d'Helsinki entre la gare de Järvenpää et la gare de Jokela.
La gare est desservie par les trains de banlieue R et T.